# Иван Пенаков
Иван Стефанов Пенаков (23 август 1883 — 1 февруари 1971) е български адвокат, историк и общественик, доктор на науките.

## Биография
Роден е на 23 август 1883 г. в Кюстенджа. Потомък е на преселници котленци, по майчина линия е родственик на Георги Раковски. Завършва втори клас в Кюстенджа, трети клас в Русе и гимназия в София. Като ученик под влияние на Павел Делирадев се запознава със социалистическите идеи. През 1907 г. завършва право в Букурещ. Като студент участва в създаването на социалистическото движение в Румъния и става член на социалистическия кръжок „Румъния мънчитоаре“ („Трудова Румъния“), сътрудничи и на едноименния вестник с псевдоними Тимотие и Стегару. През 1910 г. следва финанси в Париж. След това заминава за Брюксел, където защитава докторат по стопански и финансови науки. Завръща се в Кюстенджа, където работи като адвокат. В края на 1913 г. се установява в Балчик. През 1914 г. за нуждите на българското население подготвя сборник „Законни разпореждания относно собствеността в Южна Добруджа“, защитава и десетки дела на българи. През Балканската война е мобилизиран в околностите на Букурещ. През 1916 г. е мобилизиран като румънски офицер и изпратен в Тутракан. След като е „пленен“ е изпратен в София и постъпва като началник отдел в Дирекция за СГОП.
Участник в Научната експедиция в Добруджа (1916 - 1917).. Заминава за Букурещ с проф. Стоян Романски да събират материали върху румънското обществено мнение за Северна Добруджа. През 1918 г. издават книгата „Румънски свидетелства за Добруджа“, която излиза на немски и френски език.
Иван Пенаков изнася лекции, беседи, подготвя меморандуми и петиции до Обществото на народите в Женева и до Международния съюз на дружествата за подпомагане дейността на ОН. Подготвя и издава книги и брошури, посветени на каузата на българите в Южна Добруджа. В изданието на Съюза на легалните малцинства във Виена са били печатани негови изложения върху положението на българите в Бесарабия, в Северна и Южна Добруджа, Тракия и Югославия.
За разрешаването на проблема за Южна Добруджа, според д-р Иван Пенаков, най-доброто средство е сближаването на българи и румънци. През 1939 г. издава книгата „Предпоставки за румъно-българско сближение“, издадена на български и френски език. След подписването на Крайовската спогодба на 7 септември 1940 г., се отдава на исторически проучвания. Автор е на монография върху делото на д-р Иван Селимински, също така съставя румъно-български речник. Член е на съюза на научните работници в България и проучва редица въпроси, свързани с Румъния.
Иван Пенаков почива в София на 1 февруари 1971 г.

## Родословие
|                            |                            |                            |                            |                            |                            |  |  |                           |                           |                           |                           |                                 |                                 |                                 |                                 |                                 |                                 |                            |                            |                            |                            |                            |                            | Мина Горанова (? – 1884)          | Мина Горанова (? – 1884)          | Мина Горанова (? – 1884)          | Мина Горанова (? – 1884)          | Мина Горанова (? – 1884)          | Мина Горанова (? – 1884)          |  |  |                                  |                                  |                                  |                                  | Петър Огнянов (1845 – 1933)      | Петър Огнянов (1845 – 1933)      | Петър Огнянов (1845 – 1933) | Петър Огнянов (1845 – 1933) | Петър Огнянов (1845 – 1933) | Петър Огнянов (1845 – 1933) |                    |                    |                    |                    |  |  | Мария Пенакова | Мария Пенакова | Мария Пенакова | Мария Пенакова | Мария Пенакова | Мария Пенакова |  |  | Стефан Пенаков              | Стефан Пенаков              | Стефан Пенаков              | Стефан Пенаков              | Стефан Пенаков              | Стефан Пенаков              |  |  |                               |                               |                               |                               |                               |                               |  |  |
|                            |                            |                            |                            |                            |                            |  |  |                           |                           |                           |                           |                                 |                                 |                                 |                                 |                                 |                                 |                            |                            |                            |                            |                            |                            | Мина Горанова (? – 1884)          | Мина Горанова (? – 1884)          | Мина Горанова (? – 1884)          | Мина Горанова (? – 1884)          | Мина Горанова (? – 1884)          | Мина Горанова (? – 1884)          |  |  |                                  |                                  |                                  |                                  | Петър Огнянов (1845 – 1933)      | Петър Огнянов (1845 – 1933)      | Петър Огнянов (1845 – 1933) | Петър Огнянов (1845 – 1933) | Петър Огнянов (1845 – 1933) | Петър Огнянов (1845 – 1933) |                    |                    |                    |                    |  |  | Мария Пенакова | Мария Пенакова | Мария Пенакова | Мария Пенакова | Мария Пенакова | Мария Пенакова |  |  | Стефан Пенаков              | Стефан Пенаков              | Стефан Пенаков              | Стефан Пенаков              | Стефан Пенаков              | Стефан Пенаков              |  |  |                               |                               |                               |                               |                               |                               |  |  |
|                            |                            |                            |                            |                            |                            |  |  |                           |                           |                           |                           |                                 |                                 |                                 |                                 |                                 |                                 |                            |                            |                            |                            |                            |                            |                                   |                                   |                                   |                                   |                                   |                                   |  |  |                                  |                                  |                                  |                                  |                                  |                                  |                             |                             |                             |                             |                    |                    |                    |                    |  |  |                |                |                |                |                |                |  |  |                             |                             |                             |                             |                             |                             |  |  |                               |                               |                               |                               |                               |                               |  |  |
|                            |                            |                            |                            |                            |                            |  |  |                           |                           |                           |                           |                                 |                                 |                                 |                                 |                                 |                                 |                            |                            |                            |                            |                            |                            |                                   |                                   |                                   |                                   |                                   |                                   |  |  |                                  |                                  |                                  |                                  |                                  |                                  |                             |                             |                             |                             |                    |                    |                    |                    |  |  |                |                |                |                |                |                |  |  |                             |                             |                             |                             |                             |                             |  |  |                               |                               |                               |                               |                               |                               |  |  |
| Сава Огнянов (1876 – 1933) | Сава Огнянов (1876 – 1933) | Сава Огнянов (1876 – 1933) | Сава Огнянов (1876 – 1933) | Сава Огнянов (1876 – 1933) | Сава Огнянов (1876 – 1933) |  |  | Богдан Огнянов (1877 – ?) | Богдан Огнянов (1877 – ?) | Богдан Огнянов (1877 – ?) | Богдан Огнянов (1877 – ?) | Богдан Огнянов (1877 – ?)       | Богдан Огнянов (1877 – ?)       |                                 |                                 | Иван Огнянов (1878 – 1929)      | Иван Огнянов (1878 – 1929)      | Иван Огнянов (1878 – 1929) | Иван Огнянов (1878 – 1929) | Иван Огнянов (1878 – 1929) | Иван Огнянов (1878 – 1929) |                            |                            | Ана Трънка-Огнянова (1881 – 1921) | Ана Трънка-Огнянова (1881 – 1921) | Ана Трънка-Огнянова (1881 – 1921) | Ана Трънка-Огнянова (1881 – 1921) | Ана Трънка-Огнянова (1881 – 1921) | Ана Трънка-Огнянова (1881 – 1921) |  |  | Александър Огнянов (1884 – 1953) | Александър Огнянов (1884 – 1953) | Александър Огнянов (1884 – 1953) | Александър Огнянов (1884 – 1953) | Александър Огнянов (1884 – 1953) | Александър Огнянов (1884 – 1953) |                             |                             | Анастасия Огнянова          | Анастасия Огнянова          | Анастасия Огнянова | Анастасия Огнянова | Анастасия Огнянова | Анастасия Огнянова |  |  | Богдан Огнянов | Богдан Огнянов | Богдан Огнянов | Богдан Огнянов | Богдан Огнянов | Богдан Огнянов |  |  | Иван Пенаков} (1883 – 1971) | Иван Пенаков} (1883 – 1971) | Иван Пенаков} (1883 – 1971) | Иван Пенаков} (1883 – 1971) | Иван Пенаков} (1883 – 1971) | Иван Пенаков} (1883 – 1971) |  |  | Васил Огнянов (1882 – 1955)   | Васил Огнянов (1882 – 1955)   | Васил Огнянов (1882 – 1955)   | Васил Огнянов (1882 – 1955)   | Васил Огнянов (1882 – 1955)   | Васил Огнянов (1882 – 1955)   |  |  |
| Сава Огнянов (1876 – 1933) | Сава Огнянов (1876 – 1933) | Сава Огнянов (1876 – 1933) | Сава Огнянов (1876 – 1933) | Сава Огнянов (1876 – 1933) | Сава Огнянов (1876 – 1933) |  |  | Богдан Огнянов (1877 – ?) | Богдан Огнянов (1877 – ?) | Богдан Огнянов (1877 – ?) | Богдан Огнянов (1877 – ?) | Богдан Огнянов (1877 – ?)       | Богдан Огнянов (1877 – ?)       |                                 |                                 | Иван Огнянов (1878 – 1929)      | Иван Огнянов (1878 – 1929)      | Иван Огнянов (1878 – 1929) | Иван Огнянов (1878 – 1929) | Иван Огнянов (1878 – 1929) | Иван Огнянов (1878 – 1929) |                            |                            | Ана Трънка-Огнянова (1881 – 1921) | Ана Трънка-Огнянова (1881 – 1921) | Ана Трънка-Огнянова (1881 – 1921) | Ана Трънка-Огнянова (1881 – 1921) | Ана Трънка-Огнянова (1881 – 1921) | Ана Трънка-Огнянова (1881 – 1921) |  |  | Александър Огнянов (1884 – 1953) | Александър Огнянов (1884 – 1953) | Александър Огнянов (1884 – 1953) | Александър Огнянов (1884 – 1953) | Александър Огнянов (1884 – 1953) | Александър Огнянов (1884 – 1953) |                             |                             | Анастасия Огнянова          | Анастасия Огнянова          | Анастасия Огнянова | Анастасия Огнянова | Анастасия Огнянова | Анастасия Огнянова |  |  | Богдан Огнянов | Богдан Огнянов | Богдан Огнянов | Богдан Огнянов | Богдан Огнянов | Богдан Огнянов |  |  | Иван Пенаков} (1883 – 1971) | Иван Пенаков} (1883 – 1971) | Иван Пенаков} (1883 – 1971) | Иван Пенаков} (1883 – 1971) | Иван Пенаков} (1883 – 1971) | Иван Пенаков} (1883 – 1971) |  |  | Васил Огнянов (1882 – 1955)   | Васил Огнянов (1882 – 1955)   | Васил Огнянов (1882 – 1955)   | Васил Огнянов (1882 – 1955)   | Васил Огнянов (1882 – 1955)   | Васил Огнянов (1882 – 1955)   |  |  |
|                            |                            |                            |                            |                            |                            |  |  |                           |                           |                           |                           |                                 |                                 |                                 |                                 |                                 |                                 |                            |                            |                            |                            |                            |                            |                                   |                                   |                                   |                                   |                                   |                                   |  |  |                                  |                                  |                                  |                                  |                                  |                                  |                             |                             |                             |                             |                    |                    |                    |                    |  |  |                |                |                |                |                |                |  |  |                             |                             |                             |                             |                             |                             |  |  |                               |                               |                               |                               |                               |                               |  |  |
|                            |                            |                            |                            |                            |                            |  |  |                           |                           |                           |                           | Ангелина Василева (1914 – 1993) | Ангелина Василева (1914 – 1993) | Ангелина Василева (1914 – 1993) | Ангелина Василева (1914 – 1993) | Ангелина Василева (1914 – 1993) | Ангелина Василева (1914 – 1993) |                            |                            | Карл Огнянов (1916 – 1987) | Карл Огнянов (1916 – 1987) | Карл Огнянов (1916 – 1987) | Карл Огнянов (1916 – 1987) | Карл Огнянов (1916 – 1987)        | Карл Огнянов (1916 – 1987)        |                                   |                                   |                                   |                                   |  |  |                                  |                                  |                                  |                                  |                                  |                                  |                             |                             |                             |                             |                    |                    |                    |                    |  |  |                |                |                |                |                |                |  |  |                             |                             |                             |                             |                             |                             |  |  | Любомир Огнянов (1910 – 1987) | Любомир Огнянов (1910 – 1987) | Любомир Огнянов (1910 – 1987) | Любомир Огнянов (1910 – 1987) | Любомир Огнянов (1910 – 1987) | Любомир Огнянов (1910 – 1987) |  |  |
|                            |                            |                            |                            |                            |                            |  |  |                           |                           |                           |                           | Ангелина Василева (1914 – 1993) | Ангелина Василева (1914 – 1993) | Ангелина Василева (1914 – 1993) | Ангелина Василева (1914 – 1993) | Ангелина Василева (1914 – 1993) | Ангелина Василева (1914 – 1993) |                            |                            | Карл Огнянов (1916 – 1987) | Карл Огнянов (1916 – 1987) | Карл Огнянов (1916 – 1987) | Карл Огнянов (1916 – 1987) | Карл Огнянов (1916 – 1987)        | Карл Огнянов (1916 – 1987)        |                                   |                                   |                                   |                                   |  |  |                                  |                                  |                                  |                                  |                                  |                                  |                             |                             |                             |                             |                    |                    |                    |                    |  |  |                |                |                |                |                |                |  |  |                             |                             |                             |                             |                             |                             |  |  | Любомир Огнянов (1910 – 1987) | Любомир Огнянов (1910 – 1987) | Любомир Огнянов (1910 – 1987) | Любомир Огнянов (1910 – 1987) | Любомир Огнянов (1910 – 1987) | Любомир Огнянов (1910 – 1987) |  |  |